# Kotarō Suzuki
 (mai 2022).
Pour les articles homonymes, voir Suzuki (homonymie).
Kotarō Suzuki (鈴木鼓太郎, Suzuki Kotarō), né le 18 juin 1978 à  Warabi dans la Saitama, est un catcheur professionnel japonais qui travaille pour la Pro Wrestling Noah.

## Carrière
Suzuki est entraîné par le dojo de la Pro Wrestling Noah en 2001. Il débute le 24 décembre 2001 au Christmas show, et catche sous le pseudo de Yasuhiro, qu'il change vite pour Kotaro. Il se mérite deux matchs pour le titre GHC Junior Heavyweight Champion en 2004[pas clair].
En 2005, il devient Mushiking Terry, un personnage de card/arcade game Mushiking: King of the Beetles.

### Pro Wrestling Noah (2001-2013)
Le 21 janvier 2007, lui et Ricky Marvin battent The Briscoe Brothers (Jay Briscoe et Mark Briscoe) et remportent les GHC Junior Heavyweight Tag Team Championship.
Lors de NJPW/AJPW/NOAH All Together, lui, Apollo 55 (Prince Devitt et Ryusuke Taguchi), Kai et Katsuhiko Nakajima battent No Mercy (Genba Hirayanagi, KENTA et Yoshinobu Kanemaru), Kōji Kanemoto et Minoru.
Le 16 octobre, lui et Atsushi Aoki battent KENTA et Yoshinobu Kanemaru et remportent les GHC Junior Heavyweight Tag Team Championship. Lors de Great Voyage 2012 in Osaka, ils conservent les titres contre Atsushi Kotoge et Daisuke Harada. Le 14 février, ils conservent les titres contre Hiroshi Yamato et Shūji Kondō.

### All Japan Pro Wrestling (2013-2015)
Le 26 janvier 2013, lui, Atsushi Aoki, Gō Shiozaki, Jun Akiyama et Yoshinobu Kanemaru, qui avaient tous quitté la Noah en même temps, ont annoncé qu'ils avaient rejoint la All Japan Pro Wrestling, et formé le clan Burning. Le 7 avril, lui et Atsushi Aoki battent Hikaru Sato et Hiroshi Yamato pour gagner le Junior Hyper Tag League 2013. Le 25 avril, ils battent Koji Kanemoto et Minoru Tanaka et remportent les All Asia Tag Team Championship. Le 11 mai, ils font un retour d'une nuit à la Noah en prenant part au show de la retraite de Kenta Kobashi, au cours de laquelle ils battent Kentaro Shiga et Tamon Honda. Le 5 juillet, à la suite d'un exode massif dirigé par Keiji Mutoh, il a été annoncé que lui et le reste de Burning, avait signé un contrat exclusif avec All Japan. Le 29 octobre, il quitte Burning pour affronter Yoshinobu Kanemaru pour le AJPW World Junior Heavyweight Championship. Le 21 novembre, lui et Aoki, ainsi que Kento Miyahara, rejoignent "Xceed", le nouveau groupe de Gō Shiozaki. Le 26 janvier 2014, lui et Aoki perdent leur titres contre Jun Akiyama et Yoshinobu Kanemaru. Le 5 février son partenariat avec Aoki prend fin, quand Aoki quitte Xceed pour poursuivre sa carrière en solo. 
Le 16 février, il bat Masaaki Mochizuki pour remporter le Jr. Battle of Glory 2014. Le 23 février, il perd contre Último Dragón et ne remporte pas le AJPW World Junior Heavyweight Championship. Le 17 mai, il bat Sushi et remporte le Gaora TV Championship. Le 16 août, lui et Kento Miyahara battent Keisuke Ishii et Shigehiro Irie et remportent les All Asia Tag Team Championship. Le 14 décembre, il perd son titre contre Kenso. Le 3 janvier 2015, lui et Miyahara perdent leur titres contre Mitsuya Nagai et Takeshi Minamino. Le 20 février, il remporte pour la deuxième année consécutive le Jr. Battle of Glory, en battant en finale Atsushi Aoki. Cela a conduit à un match revanche le 27 mars, où il bat Atsushi Aoki pour remporter le AJPW World Junior Heavyweight Championship.

### Freelancer (2016-...)
Le 10 janvier, après que Hiroshi Yamato est remporté le Wrestle-1 Cruiser Division Championship, il apparaît et montre son envie d’être le prochain champion. Le 22 janvier, il fait une apparition à la  Pro Wrestling Zero1 en attaquant Shinjiro Otani après le match de ce dernier et a fait une déclaration sur le fait qu'il veut ses ceinture et il s'allie avec Mineo Fujita. Le 10 février, pour ses débuts à la Wrestle-1, il bat Andy Wu. Le 22 février, il fait une apparition à la FMW dans un tag team match ou lui et Masato Tanaka battent Tomohiko Hashimoto et Buffalo. Le 12 mars, il bat Minoru Tanaka et remporte le vacant Wrestle-1 Cruiser Division Championship. Le 7 juillet, il conserve son titre contre Mark Haskins. Le 11 août, il perd le titre contre Yusuke Kodama. Le 18 septembre, lui et Kaz Hayashi battent TriggeR (“brother” YASSHI & Shūji Kondō) et remportent les vacants Wrestle-1 Tag Team Championship.  Le 20 mars 2017, ils perdent les titres contre Koji Doi et Kumagoro.

### Retour à la Pro Wrestling Noah (2018-...)
Le 30 octobre, il bat Daisuke Harada et remporte le GHC Junior Heavyweight Championship pour la troisième fois. Lors de Great Voyage In Yokohama Vol. 2, il perd le titre contre Daisuke Harada et après le match Yo-Hey se retourne contre RATEL'S pour rejoindre Suzuki et Ogawa et les trois se surnomment Stinger.
Le 24 février 2019, lui et Yoshinari Ogawa battent Back Breakers (Hajime Ohara et Hitoshi Kumano) et remportent les GHC Junior Heavyweight Tag Team Championship. Le 10 mars, ils conservent les titres contre RATEL'S (Hayata et Tadasuke)[réf. nécessaire].
Le 26 novembre, lui et Atsushi Kotoge battent RATEL'S (Daisuke Harada et Tadasuke) et remportent les GHC Junior Heavyweight Tag Team Championship. Le 29 mars 2020, ils perdent les titres contre RATEL'S (HAYATA et Yo-Hey) et plus tard dans la soirée, Stinger se dissout après qu'il s'est retourné contre Yoshinari Ogawa.
Lors de The Spirit 2020, il bat Yoshinari Ogawa et remporte pour la quatrième fois le GHC Junior Heavyweight Championship,. Par la suite, il demande à Ogawa de faire équipe avec lui afin de se battre pour les GHC Junior Heavyweight Tag Team Championship, ce que Ogawa accepte.
Le 9 mai, durant le match pour les GHC Junior Heavyweight Tag Team Championship contre RATEL'S (HAYATA et Yo-Hey), HAYATA se retourne contre Yo-Hey, joignant Suzuki et Ogawa pour reformer Stinger,.

#### Los Perros Del Mal De Japon (2021-...)
Lors de Muta The World, le groupe révèle prendre le nom de Los Perros del Mal de Japón après une victoire de Eita, Nosawa Rongai et Yo-Hey contre Stinger (Yoshinari Ogawa, Seiki Yoshioka et Yuya Susumu). Une Bagarre commence ensuite entre les deux clans avec Suzuki et Ikuto Hidaka venant les aider, surpassant en nombre et prenant le dessus sur Stinger.
Au cours du mois d'avril, un trio de Metal Warriors apparait à la Dragon Gate, kidnappant Minorita du clan Gold Class, menant à un match entre Minorita et l'un des trois Metal Warriors. Le 25 avril, l'un des trois Metal Warriors affronte et bat Minorita. Après le match, le trio s'est révélé être Eita, Rongai et Suzuki, qui défient Gold Class (Naruki Doi, Kaito Ishida et Kota Minoura) pour les Open the Triangle Gate Championship,. Lors de Dead or Alive 2022, lui, Eita et Nosawa Rongai battent Gold Class (Naruki Doi, Kaito Ishida et Kota Minoura) et remportent les Open the Triangle Gate Championship,.

## Prises de finition et prises favorites
- Comme Kotaro Suzuki 
  - Requiem (Electric chair driver)
  - Mysty Crash (Three-quarter nelson)
  - Akushizu (Flipping belly to back)
  - Excalibur (Spinning belly to belly piledriver)
  - Blue Destiny (Gory neckbreaker)
  - Funnel Blaster (Tiger feint kick)
  - Zero System (Diving hurricanrana)
  - Incom Receiver (Tilt-a-whirl headscissors takedown into headscissors armbar)
  - Colony Drop (Reverse frankensteiner)
  - Bit Blaster (Handspring back elbow smash)
  - Sky Dive Impact (450° splash)
  - Rider Kick

- Comme Tiger Emperor
  - Tiger Driver '05 (Tiger Driver while hooking the legs into a pin)
  - Tiger Suplex '04 (Leg hook tiger suplex)

- Comme Mushiking Terry
  - Genesis (Sitout double underhook powerbomb)
  - Teradrive (Avalanche sitout hip toss)
  - Death valley bomb
  - Arm trapped sunset flip powerbomb

- Équipes et clans
  - Stinger (2018-2020)
  - Los Perros del Mal de Japón (2021-...)

## Palmarès
- All Japan Pro Wrestling
  - 2 fois AJPW All Asia Tag Team Championship avec Atsushi Aoki (1) et Kento Miyahara (1)
  - 1 fois Gaora TV Championship
  - 1 fois AJPW World Junior Heavyweight Championship
  - Jr. Battle of Glory (2014, 2015)
  - Junior Hyper Tag League (2013) avec Atsushi Aoki

- Dramatic Dream Team
  - 1 fois KO-D Six Man Tag Team Championship avec Tetsuya Endo et Yusuke Okada (actuel)

- Dragon Gate
  - 2 fois Open the Triangle Gate Championship avec Eita et Nosawa Rongai

- Pro Wrestling NOAH
  - 4 fois GHC Junior Heavyweight Championship
  - 5 fois GHC Junior Heavyweight Tag Team Championship avec Ricky Marvin (1) ,Yoshinobu Kanemaru (1), Atsushi Aoki (1), Yoshinari Ogawa (1) et Atsushi Kotoge (1)
  - Global Junior League (2018)
  - Global Junior Heavyweight Tag League (2019) avec Yoshinari Ogawa
  - Nippon TV Cup Jr. Heavyweight Tag League (2009) avec Yoshinobu Kanemaru
  - NTV G+ Cup Junior Heavyweight Tag League (2011) avec Atsushi Aoki
  - One Day Jr. Heavyweight Six Man Tag Tournament (2008) avec Yoshinobu Kanemaru et Genba Hirayanagi

- Pro Wrestling Zero1
  - 1 fois International Junior Heavyweight Championship
  - 1 fois NWA World Junior Heavyweight Championship

- Wrestle-1
  - 1 fois Wrestle-1 Cruiser Division Championship
  - 1 fois Wrestle-1 Tag Team Championship avec Kaz Hayashi
  - Wrestle-1 Cruiser Division Fourth Generation Champion Tournament (2016)

## Récompenses des magazines
- Pro Wrestling Illustrated

| Année | 2007 | 2008 | 2009 à 2010 | 2011 | 2012       | 2013 | 2014       | 2015 |
| ----- | ---- | ---- | ----------- | ---- | ---------- | ---- | ---------- | ---- |
| Rang  | 113  | 290  | Non classé  | 148  | Non classé | 257  | Non classé | 178  |